# Рева (Поморське воєводство)
Рева (пол. Rewa) — село в Польщі, у гміні Косаково Пуцького повіту Поморського воєводства.
Населення — 972 особи (2011).
У 1975-1998 роках село належало до Гданського воєводства.

## Демографія
Демографічна структура станом на 31 березня 2011 року:
|          | Загалом | Допрацездатний вік | Працездатний вік | Постпрацездатний вік |
| -------- | ------- | ------------------ | ---------------- | -------------------- |
| Чоловіки | 481     | 98                 | 342              | 41                   |
| Жінки    | 491     | 101                | 300              | 90                   |
| Разом    | 972     | 199                | 642              | 131                  |